# دلراي بيتش
دلراي بيتش (بالإنجليزية: Delray Beach)‏ هي مدينة أمريكية تقع في ولاية فلوريدا. تبلغ مساحة هذه المدينة 41.2 (كم²)،ويبلغ عدد سكانها 64112 نسمة حسب إحصاء سنة 2010 م 64112.تشير إحصاءات سنة 2000م بأن الكثافة السكانية في هذه المدينة تقدر بـ(1507.9) نسمة/كم2 

## المناخ
يظهر الجدول التالي التغييرات المناخية على مدار السنة لدلراي بيتش:
| البيانات المناخية لـدلراي بيتش    | البيانات المناخية لـدلراي بيتش | البيانات المناخية لـدلراي بيتش | البيانات المناخية لـدلراي بيتش | البيانات المناخية لـدلراي بيتش | البيانات المناخية لـدلراي بيتش | البيانات المناخية لـدلراي بيتش | البيانات المناخية لـدلراي بيتش | البيانات المناخية لـدلراي بيتش | البيانات المناخية لـدلراي بيتش | البيانات المناخية لـدلراي بيتش | البيانات المناخية لـدلراي بيتش | البيانات المناخية لـدلراي بيتش | البيانات المناخية لـدلراي بيتش |
| الشهر                             | يناير                          | فبراير                         | مارس                           | أبريل                          | مايو                           | يونيو                          | يوليو                          | أغسطس                          | سبتمبر                         | أكتوبر                         | نوفمبر                         | ديسمبر                         | المعدل السنوي                  |
| --------------------------------- | ------------------------------ | ------------------------------ | ------------------------------ | ------------------------------ | ------------------------------ | ------------------------------ | ------------------------------ | ------------------------------ | ------------------------------ | ------------------------------ | ------------------------------ | ------------------------------ | ------------------------------ |
| متوسط درجة الحرارة الكبرى °ف (°م) | 75 (24)                        | 77 (25)                        | 79 (26)                        | 82 (28)                        | 86 (30)                        | 89 (32)                        | 90 (32)                        | 90 (32)                        | 88 (31)                        | 85 (29)                        | 80 (27)                        | 76 (24)                        | 83 (28)                        |
| متوسط درجة الحرارة الصغرى °ف (°م) | 57 (14)                        | 59 (15)                        | 62 (17)                        | 66 (19)                        | 71 (22)                        | 74 (23)                        | 76 (24)                        | 76 (24)                        | 75 (24)                        | 72 (22)                        | 66 (19)                        | 60 (16)                        | 67 (19)                        |
| الهطول إنش (مم)                   | 3.75 (95)                      | 2.55 (65)                      | 3.68 (93)                      | 3.57 (91)                      | 5.39 (137)                     | 7.58 (193)                     | 5.97 (152)                     | 6.65 (169)                     | 8.10 (206)                     | 5.46 (139)                     | 5.55 (141)                     | 3.14 (80)                      | 61.39 (1٬559)                  |
| المصدر:                           |                                |                                |                                |                                |                                |                                |                                |                                |                                |                                |                                |                                |                                |

## توأمة
لدلراي بيتش اتفاقيات توأمة مع كل من:
- نهاريا
- ميازو

## أعلام
- ميخائيل بينغر
- مارفن باور
- بريانا كاهان
- جايسون غيذرز
- ألفا برادلي
- بيلي هارفي
- جوزيف شاريك
- كينيث راش
- جون باتريك
- براندون فلاورز